# Ефимок

«Ефимок с признаком» (надчеканки 1655 года на брабантском талере 1637 года)

Ефи́мок — русское обозначение западноевропейского серебряного талера, бывшее в употреблении до середины XVIII столетия. Своим названием он обязан иоахимсталеру — монете, отчеканенной в Йоахимстале с изображением святого Иоакима из серебра высокой пробы, сделавшего иоахимсталер эталоном европейской валюты. До 1654 года ефимки служили источником высокопробного серебра для выпуска русских копеек. В 1654 году на кружок ефимка нанесли изображения царя и государственного герба. Эта монета весом около 28 граммов стала первой в России с номинальной стоимостью в один рубль.
Согласно общепринятой версии, в 1655 году, по указу царя Алексея Михайловича, была предпринята попытка контрмаркирования (надчеканки) талеров двумя клеймами. Полученные таким образом «ефимки с признаком» становились законным платёжным средством.
В 1798 году, во время царствования императора Павла I, отчеканили несколько пробных монет с обозначением номинала «ЕФИМОКЪ». Их появление свидетельствовало о подготовке монеты, которая бы имела свободное хождение на западноевропейском рынке.

## Происхождение названия
В 1510—1512 годах в области Рудных гор на северо-востоке Богемии были открыты богатые месторождения серебра. По приказу местного правителя Штефана Шлика в 1516 году был основан посёлок рудокопов, который получил название Таль, от нем. Tal — долина. В следующем году разросшийся город в честь покровителя рудокопов — святого Иоахима — получил название Йоахимсталь.
В 1518 году барон Шлик получил монетную регалию (право на чеканку собственной монеты) от короля Чехии и Венгрии Людовика. В том же году было выпущено около 61,5 тысячи крупных серебряных монет по типу гульдинера. Их чеканка стала регулярной. Производительность монетного двора выросла с 92 416 талеров в 1519 году до 208 593 талеров в 1527 году, монеты имели вес в 29,25—29,5 г и содержали около 27,2 г чистого серебра. Также данные монеты имели характерный дизайн. Аверс содержал изображение святого Иоахима, а реверс — геральдического льва и титул короля Людовика.
По средневековым меркам тираж новых гульдинеров был огромен. Всего до 1545 года из серебра рудников Йоахимсталя было отчеканено более 3 млн экземпляров иоахимсталеров. Это не только принесло колоссальный доход семейству Шликов, но и привело к распространению этих монет по всей Германии, Чехии и Венгрии, а также за их пределами. Большое количество характерных денежных знаков привело к тому, что их стали называть по месту чеканки «иоахимсталерами», или сокращённо «талерами». Это название позже перешло на все типы гульденгрошенов. В других странах оно трансформировалось в доллар, дальдер, дальдре, далер, таллеро, талари, толар, таляр.
В России за основу была взята не вторая, а первая часть слова. В результате попадавшие из Европы в Россию крупные серебряные монеты получили название «ефимков». Словом «ефимок» обозначались все талеровые монеты высокой пробы весом от 28 до 32 граммов, однако для отдельных их типов бытовали специальные названия. Например, талеры города Любека и сходные с ними назывались «любскими ефимками», голландские рейксдальдеры — «новыми любскими ефимками»; нидерландские патагоны с бургундским крестом — «крыжовыми» или «рьяльскими»; шведские далеры, на некоторых из которых изображался король с непокрытой головой — «плешивцами», датские далеры с фигурой короля во весь рост и одной ногой, прикрытой гербовым щитом — «единоногами».

## Обращение талера в Русском царстве до 1654 года
Появление и широкое распространение крупной серебряной монеты в первой половине XVI столетия в странах Западной Европы оказало существенное влияние на денежное обращение Русского царства. После проведённой в 1535 году денежной реформы на его территории сформировалась единая монетная система, которая предполагала наличие в обороте лишь серебряных копеек и их производных (деньга — ½ копейки, полушка — ¼ копейки). Проблемой организации денежного дела было отсутствие собственных серебряных рудников. Добыча благородного металла в Сибири составляла всего несколько пудов в год, что никак не могло покрыть потребности рынка.
Серебро поступало в страну из-за рубежа в виде слитков и талеров. Попав на территорию Русского царства, талеры становились сырьем для выпуска копеек. Организация торговли и выработка системы закупочных цен на талеры сделали выгодным передел талеров в копейки. Торговая книга содержит главу «О ефимках». У иностранного купца было несколько возможностей оприходовать завезённые с собой талеры. Он мог сдать их государству за 36—36,5 копейки. В то же время он мог воспользоваться правом свободной чеканки. Отдав в передел на монетный двор свои полновесные рейхсталеры весом 29 г, он получал 38—38,5 копеек. Монетный двор не оставался в убытке, так как делал из талера 43,5—44,5 копейки. Использование заграничной монеты непосредственно в торговых операциях было запрещено. В случае обнаружения монета подлежала конфискации, а купец — наложению штрафа. Такие законодательные ограничения снизили рыночный курс талера до 33—33,5 копейки на внутреннем рынке.
Указанные пропорции обмена талеров на копейки не являлись постоянными. По мере порчи отечественной копейки стоимость талера в копейках повышалась. К началу проведения реформы Алексея Михайловича 1655 года закупочная цена полновесного рейхсталера составляла уже около 50 копеек.

## Ефимки с признаком

Рубль Алексея Михайловича (1654 г.)

В 1654 году было принято решение построить денежную систему России на весовой основе талера. В Западной Европе сложилась практика, предполагавшая оборот неполноценной мелкой разменной монеты наряду с полновесной крупной. В Русском царстве получилась обратная ситуация. Вначале с закупавшихся у иностранцев талеров сбивали изображения и надписи, а затем на полученном кружке ставили собственные клейма. Кроме рублей, на четвертинках разрубленных монет чеканили полуполтины (25 копеек). Одновременно была начата чеканка «медных ефимков» — круглых полтинников (50 копеек). Технологии, применявшиеся на Московском монетном дворе того времени, не позволили наладить массовый выпуск круглых монет. Чеканка, основанная на применении «молотовых снарядов», приводила к быстрому выходу из строя штемпелей.
Кроме технической непроработанности выпуска новых монет, были допущены и другие просчёты. Распространённый в описываемое время рейхсталер содержал около 29 г серебра 889 пробы. Именно по его образцу в 1654 году стали чеканить рубли, номинально равные 100 копейкам. Однако 100 находящихся в обращении серебряных копеек весили 46—47 г. Для населения не было большим секретом, что на монетном дворе из одного талера чеканят 64 копейки, в то время как покупают у иностранцев за 50. Неполноценный рубль, в документах называвшийся «рублевиком» и чеканившийся по образцу талера, был отвергнут рынком. В том же году его выпуск был прекращён.
Уже в 1655 году в реформу была внесена правка: было принято решение отказаться от выпуска рубля; талер, «уценённый» до 64 копеек, стал полноценной монетой государства. Попадавшие на монетный двор талеры снабжали двумя контрамарками. Круглая контрамарка наносилась штемпелями, которые использовали при выпуске серебряных копеек. На ней в бусовом ободке помещалось изображение всадника с копьём со знаком «М» между ногами коня. По виду этот рисунок, как и на копейках, был аналогичен гербу Московского царства и Московских великих князей. Он представлял собой изображение венценосного Георгия Победоносца, поражающего змия копьем. Второй надчекан представлял собой прямоугольник с надписью «16SS», что обычно  трактуется как «1655 год» от Рождества Христова.
Ещё одним фактором, который вносил разлад в денежное обращение и обусловил провал монетной реформы Алексея Михайловича, стало наличие в обороте множества типов талеров. В течение более сотни лет их чеканили на самых разных монетных дворах Европы. Они различались не только по внешнему виду, но и по весу и диаметру. Наиболее полновесными являлись упомянутые выше рейхсталеры. Альбертусталеры содержали на 1,33 г меньше чистого серебра по сравнению со своими немецкими аналогами. По изображённому косому бургундскому кресту они получили название «крыжового ефимка». Некоторое время их старались не принимать на монетном дворе, а затем стали платить не более 48 копеек. Полноценных рейхсталеров не хватало, и поэтому официально было дозволено надчеканивать и крыжовые ефимки. Какие-либо данные о различии официального курса ефимков с признаком, несмотря на различное количество в них благородного металла, отсутствуют. Основоположник советской научной нумизматической школы и главный хранитель Отдела нумизматики Государственного Эрмитажа И. Г. Спасский приводит в каталоге ефимков даже контрмаркированный по явному недосмотру левок, который выпускали из низкопробного серебра.
Контрмаркирование талеров, то есть чеканка ефимков с признаком, велось довольно интенсивно, хоть и непродолжительное время. Принято считать, что их выпуск начался в мае 1655 года и был завершён в том же году. В 1659 году ефимки с признаками перестали являться законным платёжным средством. Их надлежало обменять на медные монеты. Экономический эффект выкупа оказался ничтожным. К примеру, из Пскова отправили серебряных монет для обмена на относительно мизерную сумму в 1461 рубль. В конечном итоге неконтролируемый выпуск медных денег привёл к их значительному обесцениванию и закончился Медным бунтом 1662 года.
Значительное количество  ефимков с признаками было отправлено на территорию современных Украины и Беларуси, так как обеспечение войск во время изнурительной русско-польской войны 1654—1667 годов требовало большого количества полноценной монеты. Там ефимки с признаками вливались в местное обращение. В дальнейшем государство не пошло на введение каких-либо ограничений и запретов на этот счёт на присоединённых и неспокойных территориях. К тому же ожидать возвращения ефимков по отзыву с обменом на обесцененные медные монеты не приходилось. Обращение ефимков на территории современной Украины продолжалось до начала XVIII столетия.

## Ефимок Павла I
Во время царствования Павла I в 1798 году выпустили несколько пробных монет с указанием номинальной стоимости «ЕФИМОКЪ». Данный выпуск не был реализован в массовой чеканке монет для оборота, однако оказал определённое влияние на денежное обращение Российской империи. Эти пробные экземпляры также свидетельствуют о подготовке монетной реформы.
Став императором в 1796 году, Павел I отменил ряд мероприятий, которые проводились правительством его матери Екатерины II. В частности, была прекращена чеканка рубля с лигатурной массой 24 г серебра 750 пробы и содержанием 18 г чистого серебра. Вместо него в 1796 году выпустили монету весом 29,25 г серебра 868 пробы (25,39 г чистого серебра). Новый рубль был узаконен специальным манифестом 20 января 1797 года. Данные показатели были не случайными. Новая монета приближалась к стопе альбертусталера — наиболее полноценной и распространённой крупной серебряной монеты Западной Европы того времени.
Возможны две причины такого заимствования: либо Павел I собирался провести реформу русской монетной системы на западноевропейский лад, либо речь шла о выпуске торговых монет для упрощения внешнеторговых операций. Затея потерпела полный провал. Стране не хватало собственного серебра для обеспечения громадных просторов империи серебряной монетой. Приходилось покупать заграничные монеты для последующей переплавки. Наиболее распространённый альбертусталер в среднем оценивали в 1 рубль 40 копеек. Закупка по такой рыночной цене не наносила особого ущерба государству.
Для выпуска достаточного количества монет нового образца для преобладания в денежном обращении государства потребовалось бы значительное время. Отказаться же разом от рубля образца 1762—1796 годов также не представлялось возможным. В результате сложилась ситуация, когда при сохранении прежней расценки альбертусталера в 1 рубль 40 копеек в обороте появились монеты рублёвого номинала, которые отличались от него лишь внешним оформлением. При таких условиях следовало ожидать вывоза новых монет за границу, их перечеканку в альбертусталеры с последующим ввозом в Россию и обменом по курсу 1 рубль 40 копеек. Такая нехитрая операция обещала 40-процентную прибыль. В результате правительство Павла I манифестом от 3 октября 1797 года было вынуждено отказаться от выпуска идентичного нидерландскому талеру рубля и ввести новую монетную стопу, при которой вновь возвращались к содержанию 18 г чистого серебра в одном рубле.
Выпуск пробных монет 1798 года с обозначением номинала в ефимках и гуртовой надписью «V • ДОСТОИНСТВО • 54 • И • 3 • ЧЕТВЕРТИ • ШТИВЕРА» свидетельствовал о том, что правительство, хоть и отказалось от непроработанной идеи выпуска собственных западноевропейских денег, разрабатывало идеи об эквиваленте для пересчёта русской монеты в валюту Нидерландов. Таким образом, несмотря на первую неудачу, планировался ввод во внутренний денежный оборот монеты, которая могла бы иметь свободное обращение в западноевропейских странах. Проект выпуска ефимков не был реализован. Возможно, этому помешало падение цены западноевропейского талера и изменения в западноевропейском денежном обращении вследствие реформ Наполеона и череды войн. Опыт разработки монет номиналом в 1,5 рубля не пропал даром. Впоследствии он был использован при выпуске русско-польских монет «1½ рубля — 10 злотых», а также двух памятных 1½-рублевиков 1836 и 1839 годов.